# Ходынское поле (парк)
«Ходы́нское по́ле» — московский парк, организованный в южной части одноимённой исторической местности между Ленинградским проспектом, Беговой улицей и Хорошёвским шоссе. Центральная парковая аллея расположена на взлётной полосе бывшего аэропорта. В первом международном конкурсе на разработку концепции парка 2013 года победителем стало итальянское архитектурное бюро LAND Milano, однако реализация оказалась слишком дорогостоящей. Тогда проект парка переработала российская фирма Kleinewelt Architekten, однако реализован был проект другой российской архитектурной компании Magly Proekt. Открытие рекреационного пространства приурочили ко Дню города 8 сентября 2018 года.

## История местности

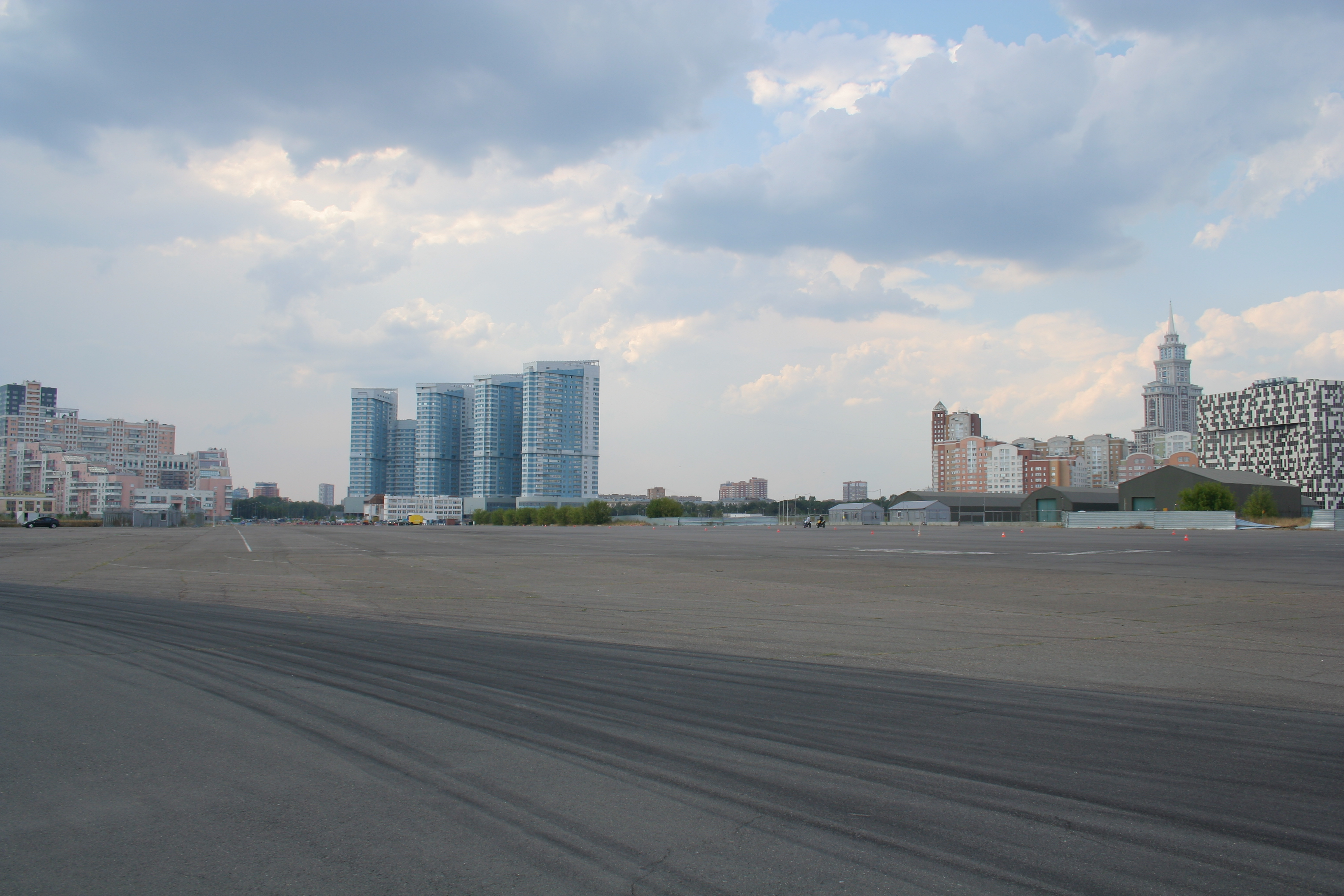
Взлётная полоса бывшего аэропорта, 2010 год

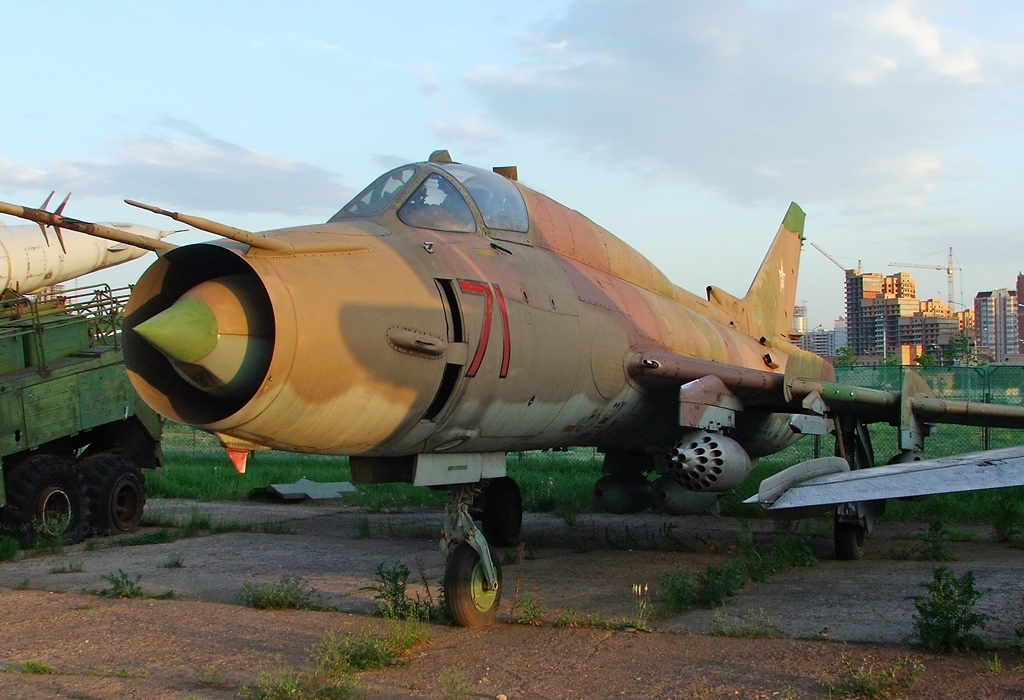
Авиатехника на территории бывшего аэропорта, 2007 год

Как местность Ходынский луг, называвшийся так до XVII века, фигурирует в источниках ещё с XIV века. В 1389 году московский князь Дмитрий Донской завещал эту территорию своему сыну Юрию: «А из Московских сёл даю сыну своему, князю Юрью село Михалевское, да Далантовское, да Ходынский луг». Своё название луг получил от протекавшей на этом месте реки Ходынки.
На протяжении долгого времени эта местность оставалась незастроенной. Известно, что ещё в начале XVII века войска Василия Шуйского противостояли на этой территории ополчению Лжедмитрия II. В 1775 году по приказу императрицы Екатерины II на лугу праздновали победу над Османской империей и заключение Кучюк-Кайнарджийского мирного договора. Возведением временных павильонов и декораций руководил архитектор Василий Баженов. С того времени Ходынка стала постоянным местом торжественных мероприятий и народных гуляний.
В одно прекрасное утро я призвала к себе своего архитектора Баженова и сказала ему: — Друг мой, в трех верстах от города есть луг. Вообразите себе, что этот луг — Чёрное море, что из города доходят до него двумя путями; ну, так один из этих путей будет Дон, а другой — Днепр; при устье первого вы построите обеденный зал и назовете его Азовом; при устье другого вы устроите театр и назовете его Кинбурном…Екатерина II
На поле устраивали празднования в честь коронации императоров Александра II, Александра III и Николая II. Во время последних гуляний в 1896 году на Ходынке случилась массовая давка, в которой погибли более 1300 человек.
17 июня 1910 года было одобрено решение построить на Ходынском поле аэродром, впоследствии получивший название Центрального аэродрома имени Михаила Фрунзе, где 3 мая 1922 года начались первые в истории России международные перелёты. В том же году в честь пятилетия Октябрьской революции часть местности была переименована в Октябрьское Поле. В ноябре 1931-го здесь появилось первое в СССР здание аэровокзала, а ещё через семь лет к аэродрому провели станцию метро. Аэропорт прекратил свою работу в 2003 году, после чего списанные самолёты и вертолёты оказались заброшенными на взлётно-посадочной полосе. На этой территории предлагали открыть Музей авиации на Ходынском поле, но инициатива так и осталась неосуществлённой. В 2012-м часть сохранившейся авиатехники была передана в Музей техники Вадима Задорожного. В 2005—2006 годах в восточной части поля построили дворец спорта «Мегаспорт», а 2013 году в его западной части установили бронзовый памятник лётчику Михаилу Водопьянову, Герою Советского Союза, участнику спасения экипажа парохода «Челюскин» и участнику Великой Отечественной войны. Автором работы стал скульптор Александр Головачёв.

## Организация парка

### Конкурс
Планы по созданию на Ходынском поле парка были озвучены в 2002 году, однако для этой территории существовало несколько других проектов — поле окружено значимыми общественными объектами: здесь находятся ВЭБ Арена и крупнейший в Европе торговый центр «Авиапарк», поэтому оно востребовано для строительства. В 2012-м мэрия Москвы объявляла о намерении построить на этом месте ещё один торговый комплекс, несколько церквей, транспортно-пересадочный узел при станции «ЦСКА».
Ходынское поле предлагалось для строительства нового здания Государственного центра современного искусства (ГЦСИ). Летом 2013 года состоялся открытый международный проектный конкурс. Жюри рассмотрело работы более 900 участников из разных стран, а победителем был признана разработка ирландского архитектурного бюро Heneghan Peng Architects. Организаторы предполагали, что пропускная способность музея составит до пяти тысяч человек. В 2014-м министр культуры Владимир Мединский и мэр Москвы Сергей Собянин установили закладной камень. Несмотря на масштабные планы, в сентябре 2018 года с открытием парка стало известно, что в парке музей построен не будет. Правительство Москвы предложило альтернативные площади в деловом центре, строящемся рядом со старым зданием ГЦСИ на Зоологической улице.
Стоимость реализации проекта была 16 млрд рублей, и таких денег в бюджете не нашлось. Москва обратилась в Министерство культуры с просьбой отдать этот участок под парк. Министерство культуры согласилось, участок из федеральной собственности был переведен в московскую, а
правительство Москвы рассматривает встречный размен — предоставить в центральной части города выставочные пространства.Директор РОСИЗО Сергей Перов
В 2013 году местные жители вмешались в застройку исторической местности, организовав общественное движение «За парк». Общественность заставила инвестора отказаться от планов по интенсивной застройке территории, и в результате был объявлен международный конкурс проектов будущей рекреационной зоны площадью 34,6 га. Конкурс проходил с 5 сентября 2013 года по 1 апреля 2014 года. На сайте Архитектурного совета Москвы сообщается, что были выбраны 97 участников из разных стран. Жюри состояло из 12 человек, окончательное решение принимала конкурсная комиссия во главе с главным архитектором столицы Сергеем Кузнецовым. После второго этапа определили трёх финалистов: нью-йоркскую компанию Perkins Eastman, киевского архитектора Максима Коцюбу и миланскую компанию LAND Milano, ставшую итоговым победителем.
Специалисты отмечали, что за основу проекта итальянских архитекторов был принят принцип «сочетания искусства и природных форм». Авторы предложили заполнить рекреационное пространство инсталляциями и крупными объектами. В их число входили открытый амфитеатр, музыкальная башня, музыкальный бульвар, различные площадки для хэппенингов и активного времяпрепровождения на воздухе. Самыми необычными решениями парка были «грибы» — навесы от дождя, светящийся луг и музыкальный фонтан. По плану LAND Milano, павильоны метро «ЦСКА» должны были быть стеклянными и иметь скошенные стены.

## Реализованный проект

### Концепция
Несмотря на оригинальность проекта LAND Milano, организация «Мосгорпарк» нашла реализацию слишком сложной и дорогой. Новый тендер на проектирование парка выиграло российское архитектурное бюро Kleinewelt Аrchitekten, развившее некоторые идеи итальянцев. 
Концепция, которая победила в конкурсе, при ближайшем рассмотрении оказалась, мягко говоря, очень сложно реализуемой. Да, она интересная, интригующая в каких-то фрагментах, но она имеет мало отношения к реальности с точки зрения целесообразности ее реализации.Сооснователь Kleinewelt Аrchitekten Николай Переслегин
В отличие от предыдущего проекта, Kleinewelt Аrchitekten уменьшили перепад искусственного рельефа, подобрали растения под климат столицы и сделали объекты парка менее «фантастичными». Изменения коснулись также центральной части парка — рулёжной дорожки бывшего аэропорта. По задумке LAND Milano, бетонное покрытие взлётной полосы нужно было полностью разобрать и плотно засадить деревьями. Авторы нового проекта признались, что на разбор аэродромных плит пришлось бы потратить две трети выделенного бюджета. Поэтому бюро произвело лишь частичный демонтаж бетонного покрытия, а на оставшейся зоне расположили важные объекты парка — прокатные станции, спортивные площадки, детский центр и другие. По сравнению с итальянским проектом деревья были высажены с меньшей плотностью. В апреле 2018 года сообщалось, что на территории ТПУ «Ходынское поле» будут построены ещё два дополнительных административно-офисных здания.
В своем проекте мы делаем упор на сохранение памяти места, которая для нас тоже очень важна, потому что Ходынское лётное поле — это своего рода авиационное окно в Европу, это место, откуда впервые были налажены регулярные рейсы между Москвой и Германией. В парке будет соответствующее контентное наполнение, брендинг, айдентика, связанные с авиационной тематикой. И собственно сама взлётно-посадочная полоса, которая становится главной площадью парка — это прямая отсылка к исторической сущности этого места.Николай Переслегин

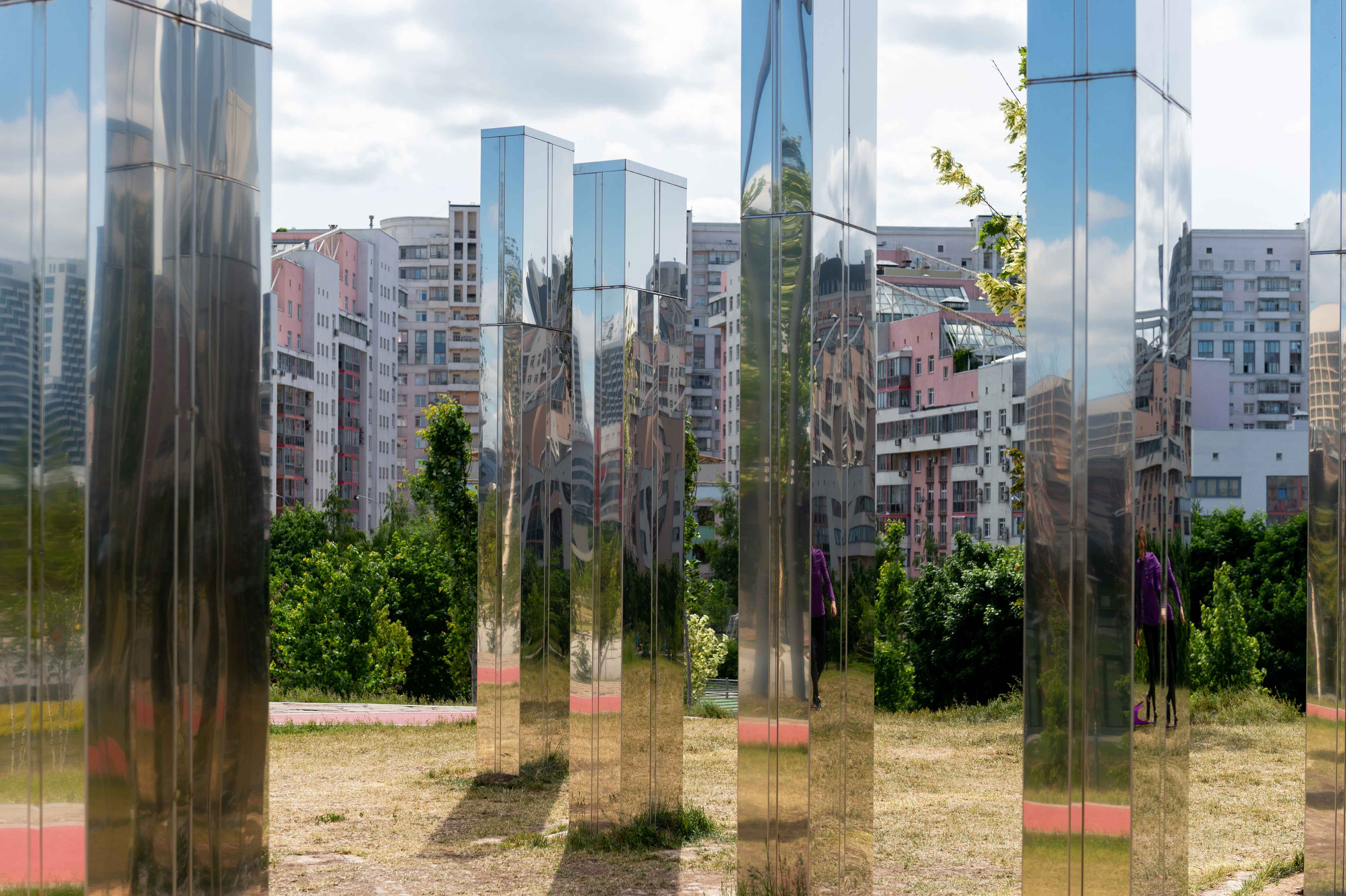
Зеркальный лабиринт

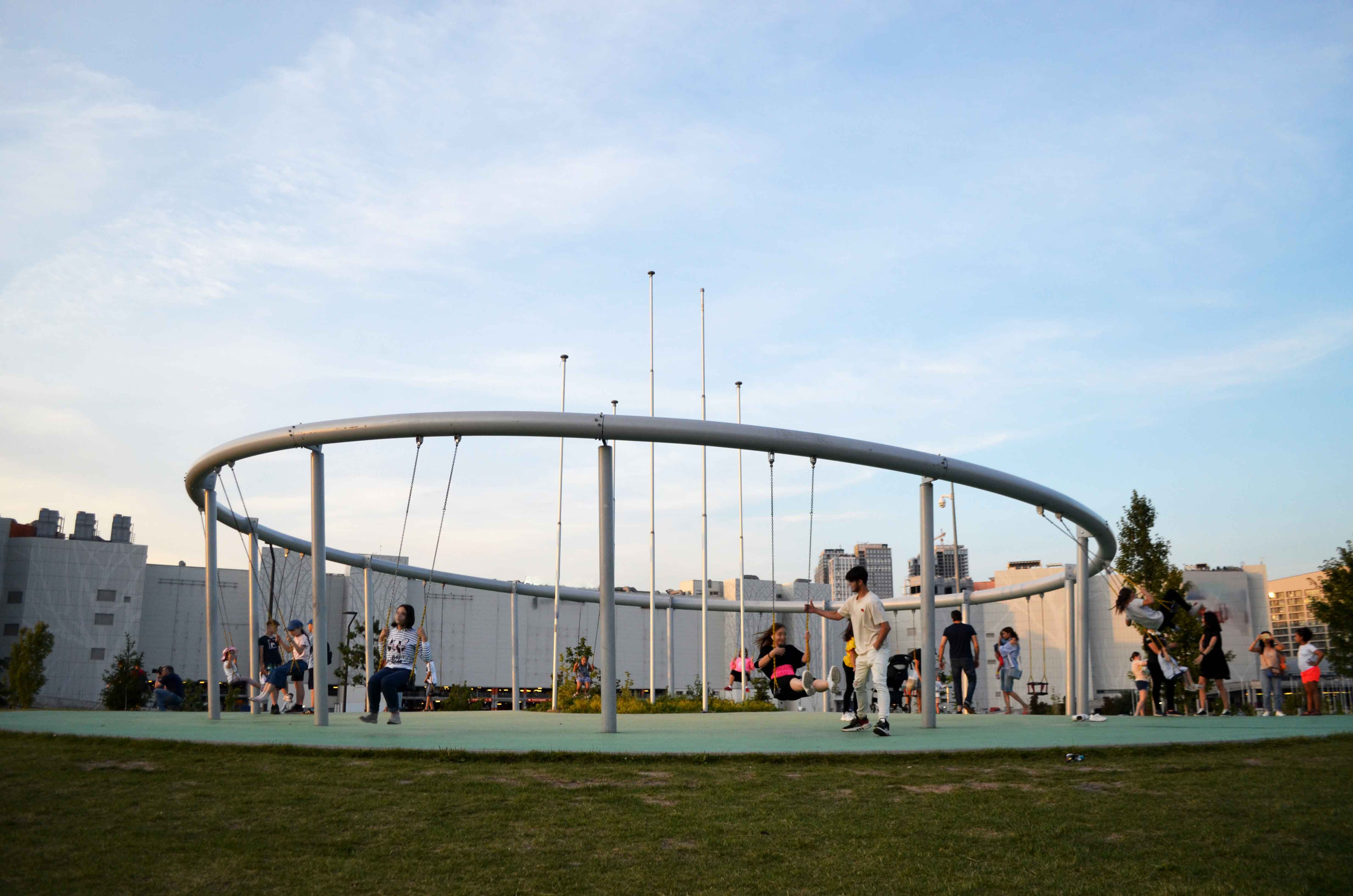
Круговые качели

Затем проект парка снова был переработан российской архитектурной компанией Magly Proekt. Было решено отказаться от жесткого разграничения зон-терминалов:
Мы обсуждали эту тематику с жителями и решили, что структуру парка смягчим, зоны не будут жестко разделены на терминалы, а будут перетекать одна в другуюОльга Макаренко
Обустройство территории началось в 2016 году. Площадь парка была заново определена и составила 24,7 га. В июле 2017-го стройплощадку посетил Сергей Собянин. Он назвал новый парк «территорией диалога» и пояснил, что проект максимально учитывает интересы местных жителей. Мэр пообещал, что в парке будет увеличено количество зеленых насаждений, организованы зоны для активного отдыха, занятий спортом и выгула собак. В общей сложности в парке планировалось высадить 1036 крупных деревьев, 30 тысяч кустарников, обустроить 9,5 тысячи м² цветников и 95,2 тысячи м² газонов. 
Парк открылся для первых гостей 8 сентября 2018 года, ко Дню города. По данным голосования на платформе «Активный гражданин», более 18 тысяч москвичей поддержали проект благоустройства Ходынского поля. 
Для посетителей здесь оборудовали поля и площадки для игры в теннис и баскетбол, воркаут-площадку, скейт-парк, беговые и велодорожки, пункты проката и зону для выгула собак со снарядами для дрессировки. Для детского досуга в парке построили несколько игровых пространств — одно с тарзанками и комплексом для тренировки навыков паркура, второе с огромной песочницей и третье, «Авиатор», в виде летящего над землёй самолёта Ил-18 с качелями, горками и батутами. На холме в северной части зоны отдыха установили круговые панорамные качели, где могут качаться и любоваться окружающим ландшафтом дети и взрослые. В августе 2018 года в парке начал работать сухой фонтан площадью 778 м². Днём 245 струй меняют высоту и создают водные эффекты, вечером фонтан подсвечивается и сопровождается музыкой. В центральной части парка была установлена арт-зона «Зеркальный лабиринт», которая представляет собой зеркальные столбы разной высоты, визуально напоминающие бесконечный лабиринт. 

Парк «Ходынское поле» в 2018 году
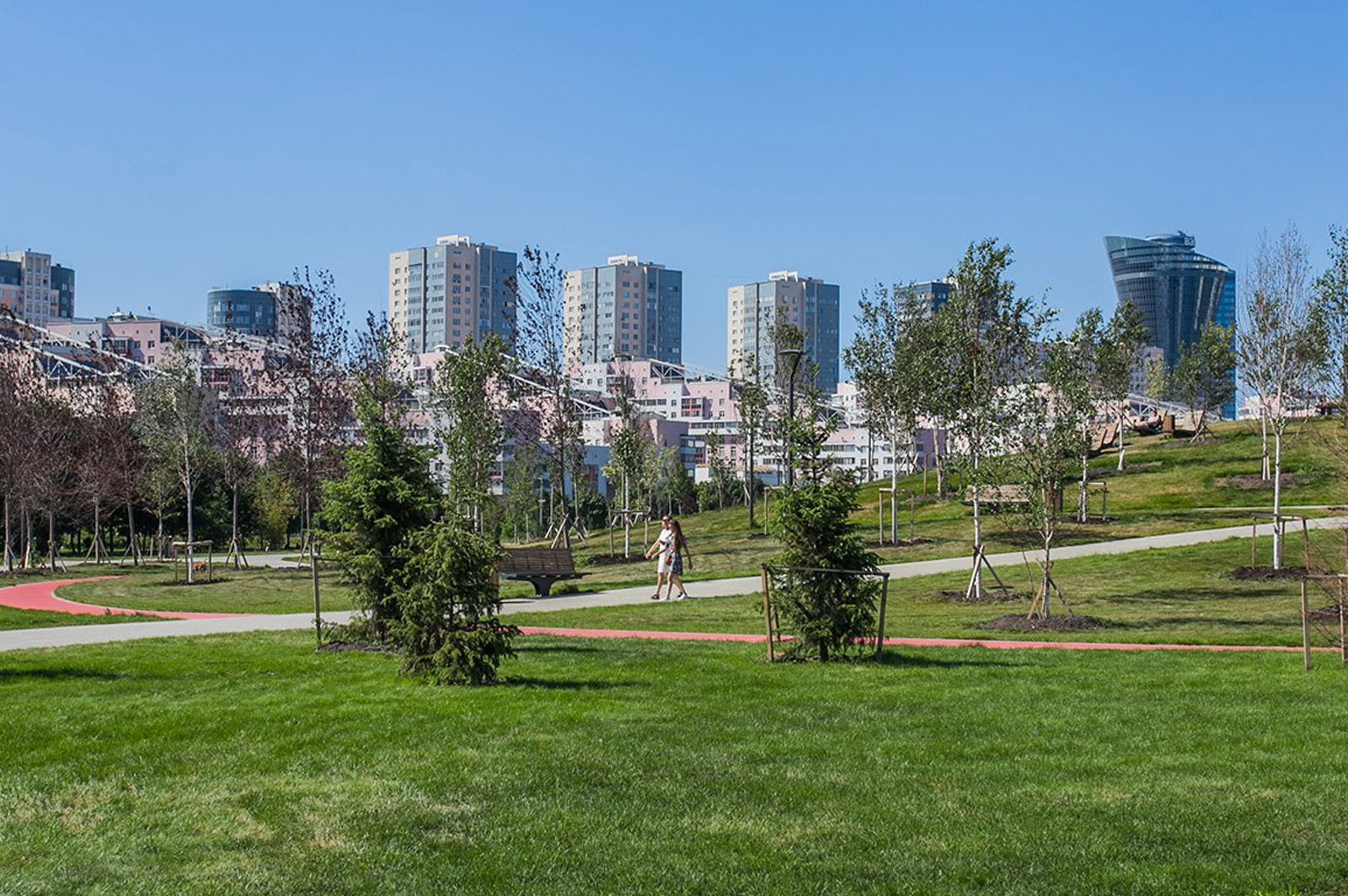
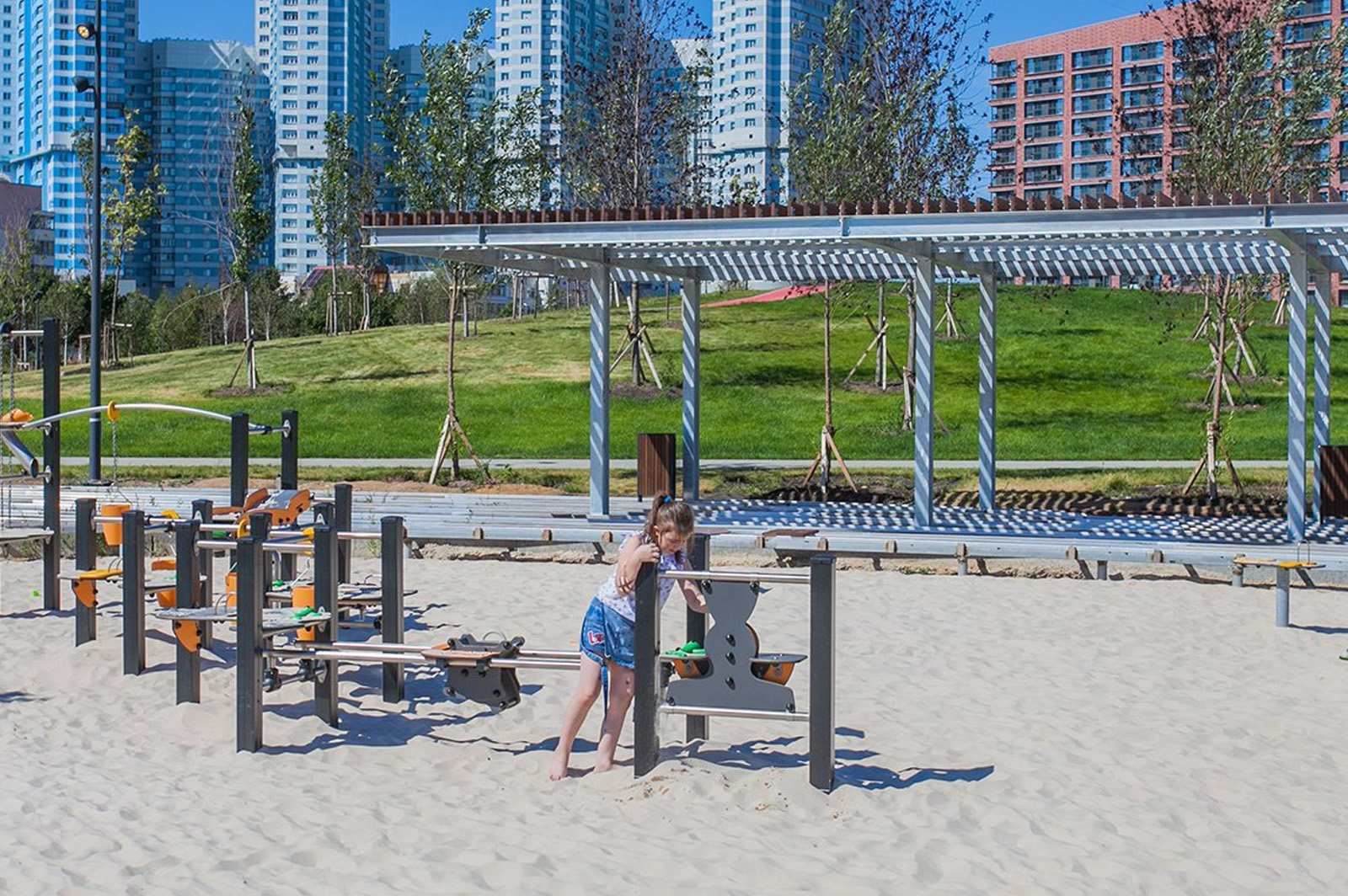
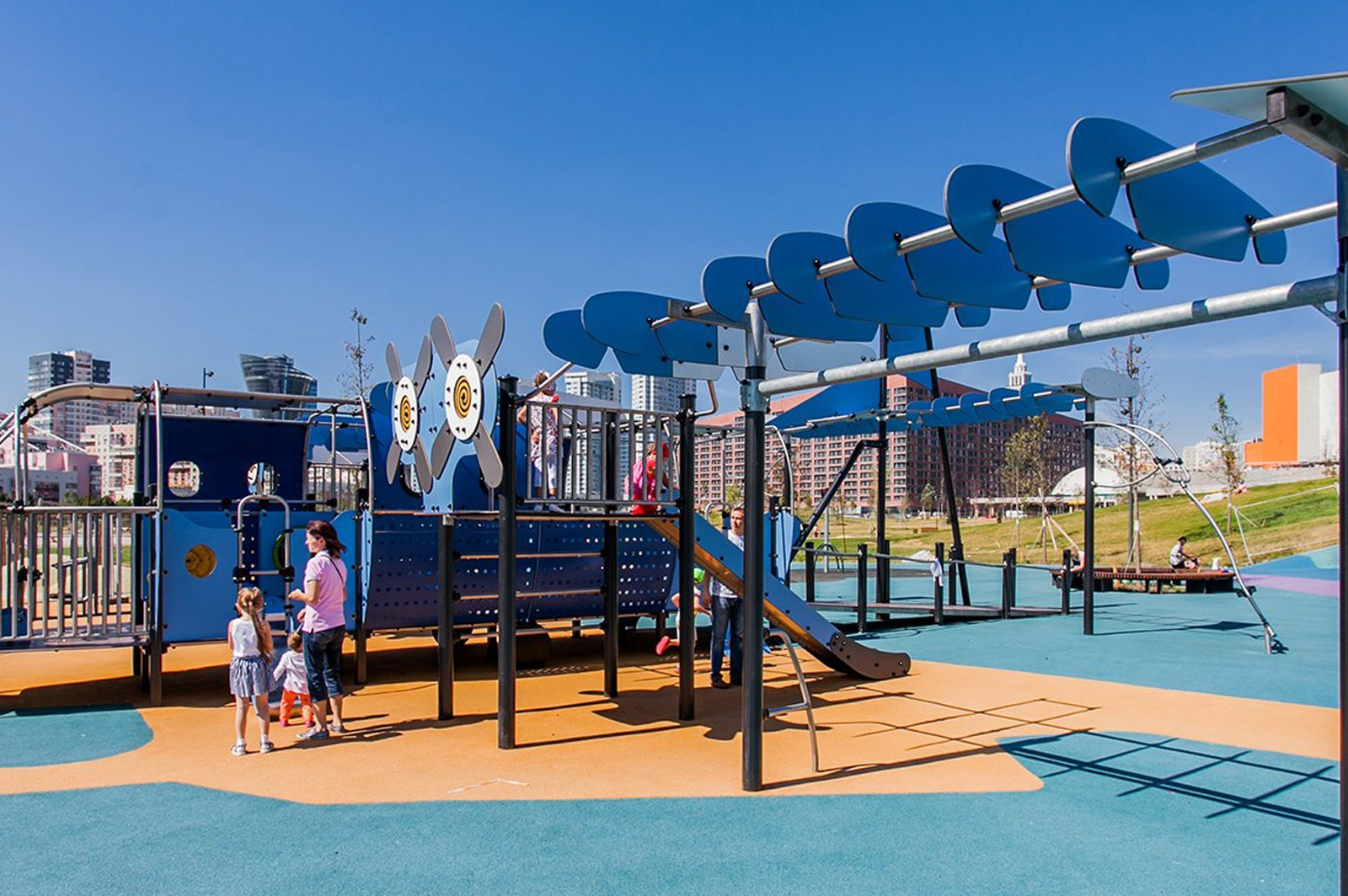
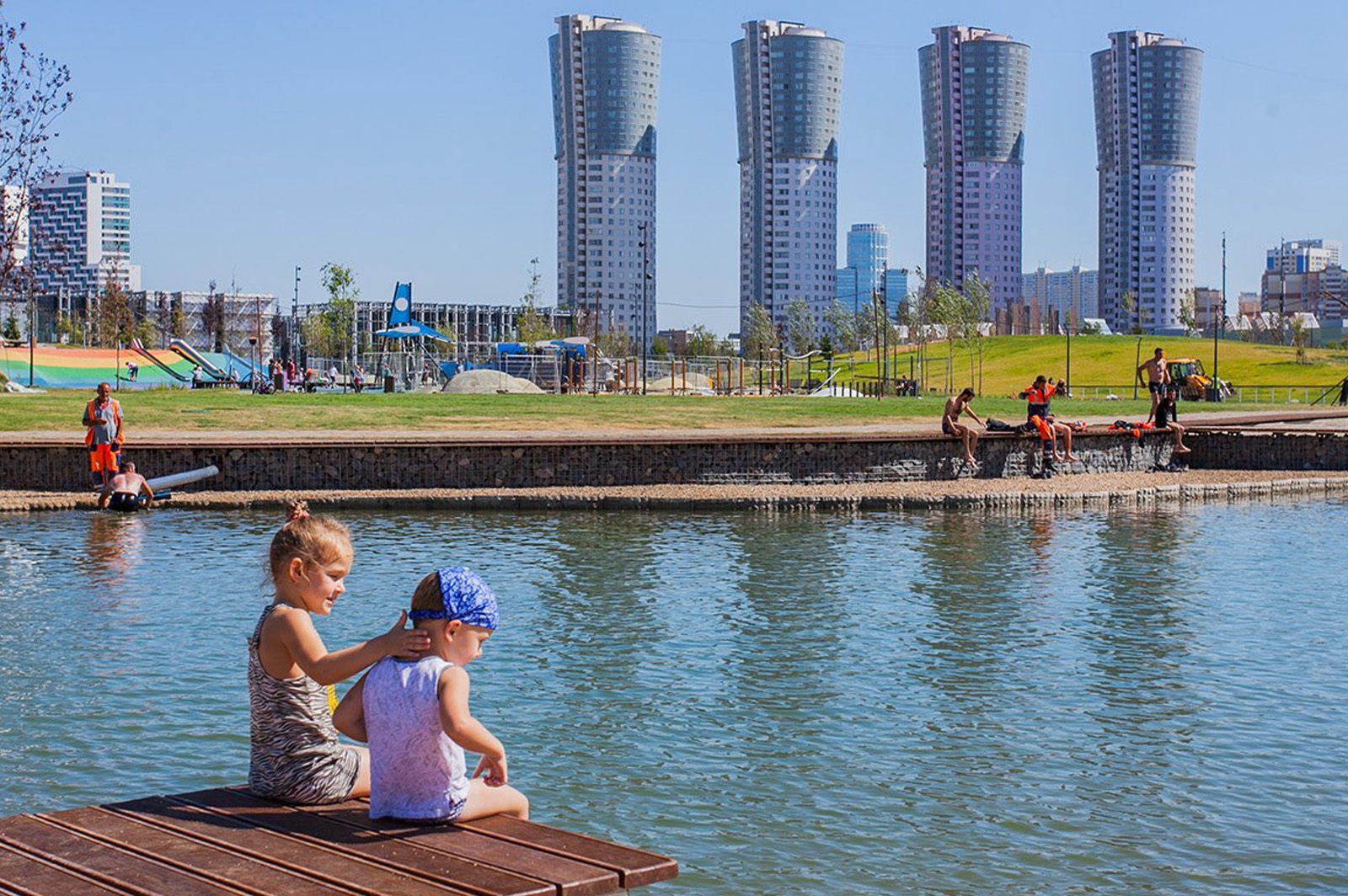